# Social Software
Social Software ist eine Bezeichnung für Software, die der menschlichen Kommunikation und der Zusammenarbeit dient, z. B. im Zusammenhang mit Social Media.
Das Schlagwort „Social Software“ ist um 2002 in Zusammenhang mit neuen Anwendungen wie Wikis und Blogs aufgekommen, kann aber auch ältere Dienste bezeichnen. Den Systemen ist gemein, dass sie dazu dienen, Gemeinschaften aufzubauen und zu pflegen; in aller Regel über das Internet. Zudem entwickeln sie sich teilweise selbstorganisiert.
Eine einheitliche Definition existiert nicht, je nach Auslegung wird Social Software enger oder breiter gefasst.

## Definition
Tom Coates beschreibt Social Software als “Software that supports, extends, or derives added value from human social behaviour.” (deutsch: „Software, die Zusatznutzen durch menschliches Sozialverhalten unterstützt, erweitert oder ableitet“) Das breite Spektrum von Anwendungen im Bereich Social Software lässt sich auf verschiedene Weise strukturieren. Jan Schmidt führt zur Strukturierung beispielsweise drei Basis-Funktionen des Einsatzes von Social Software an:
- Informationsmanagement: Ermöglichung des Findens, Bewertens und Verwaltens von (online verfügbarer) Information.
- Identitätsmanagement: Ermöglichung der Darstellung von Aspekten seiner selbst im Internet.
- Beziehungsmanagement: Ermöglichung Kontakte abzubilden, zu pflegen und neu zu knüpfen.

Auf dieser Betrachtung der Einsatzbereiche baut er auch eine Definition für den Begriff Social Software auf:
„Social Software sind solche internetbasierten Anwendungen, die Informations-, Identitäts- und Beziehungsmanagement in den (Teil-) Öffentlichkeiten hypertextueller und sozialer Netzwerke unterstützen.“

Karsten Ehms unterscheidet vier übergeordnete Ausrichtungen zum Einsatz von Social Software. Diese Ausrichtungen spiegeln sich in den technischen Funktionalitäten typischer Plattformen wider. Üblicherweise ergeben sich beim längeren Einsatz Mischformen der Hauptrichtungen:
- Informationsmanagement
- Kollaboration (verstanden als enge Zusammenarbeit)
- Kommunikation
- Vernetzung und Identitätsmanagement

Bei der Nutzung von Social Software kam es wie bei anderen gemeinschaftlichen Kommunikationsformen zu Konventionen (z. B. sprachlichen Codes wie die Emoticons, formalen Empfehlungen und technischen Normen), zu Untergruppenbildung mit gruppeneigenen Normen (z. B. der Netiquette) und politischen bzw. gesetzlichen Kontroll- und Überwachungsversuchen.

## Formen
Social Software lässt sich nach folgende Anwendungen gliedern:
- Gemeinschaftliches Indexieren (englisch social tagging)
- Instant Messaging
- Kollaboratives Schreiben
- Mashup
- Personensuchmaschine
- Social Commerce
- Soziales Netzwerk
- Virtuelle Welt (englisch virtual worlds) und Massively Multiplayer Online Game (MMOG)
- Internetforum
- Imageboard
- Blog
- Wiki

## Bedeutungen
Der Politik bietet Social Software Kommunikationswerkzeuge, um Kampagnen durchzuführen und Wähler zu mobilisieren. Der Politikwissenschaftler Karl-Rudolf Korte sieht in den neuen Partizipationsmöglichkeiten eine große Chance, die politische Willensbildung in der Demokratie und die Legitimation von Parteien und Politikern grundlegend zu verändern.
Da Social Software nach Ansicht der Bundesregierung ideale Plattformen für die Kommunikation islamistischer und terroristischer Netzwerke bieten, wurde Anfang 2007 das Gemeinsame Informationszentrum (vormals „Internet Monitoring und Analysestelle“) der Sicherheitsbehörden gegründet, um den Gefahren für die Öffentliche Sicherheit zu begegnen. Mitarbeiter des Bundesamts für Verfassungsschutz (BfV), des Bundeskriminalamts (BKA), des Bundesnachrichtendiensts (BND), des Militärischen Abschirmdiensts (MAD) und der Generalbundesanwaltschaft (GBA) tragen Indizien, die für eine Vorbereitung von Anschlägen sprechen, gezielt zusammen und werten diese unter Hinzuziehung weiterer Daten aus.
Auf dem Ministertreffen der G8-Innen- und Justizminister Ende Mai 2009 wurde angeregt, die Zusammenarbeit der Länder mit den Vereinten Nationen und Interpol zur Kontrolle Sozialer Netzwerke zu verstärken.